# Gibraleón
Gibraleón ist eine spanische Stadt in der Provinz Huelva in der Autonomen Region Andalusien. 2024 hatte die Gemeinde 13.144 Einwohner. Das Stadtgebiet hat eine Fläche von 328 km² und eine Bevölkerungsdichte von 39 Ew./km². Die Stadt liegt 26 m über dem Meeresspiegel am Fluss Odiel und 14 km von der Provinzhauptstadt Huelva entfernt.

## Sehenswürdigkeiten
- Castillo - Eine Burg aus dem Mittelalter
- Iglesia del Carmen - Die älteste Kirche der Stadt wurde 1331 im Mudéjar-Stil erbaut und im 16. Jahrhundert um "christliche" Stilelemente erweitert.
- Iglesia de Santiago el Mayor - Eine Kirche aus dem 16. Jahrhundert; im Renaissance-Stil erbaut.
- Parroquia de San Juan - Die aktuelle Pfarrkirche stammt aus dem Jahre 1380 und wurde auf den Ruinen einer Moschee errichtet.
- Convento del Vado - Das Kloster wurde 1587 vom Herzog zu Bejár gegründet und im Mudéjar-Stil erbaut. Nachdem es im Spanischen Bürgerkrieg teilweise zerstört worden war, konnte es nach seiner Restaurierung wieder zur Besichtigung freigegeben werden.